# Anita Canavarro Benite
Anita Canavarro Benite é uma química brasileira.
É mestra e doutora em Ciências, licenciada e bacharel em Química pela Universidade Federal do Rio de Janeiro. Sua área de atuação é a química bioinorgânica medicinal. Também coordena o Laboratório de Pesquisas em Educação Química e Inclusão - LPEQI da UFG.
Em 2009, implantou o Coletivo CIATA - Grupo de Estudos sobre Descolonização do Currículo de Ciências.
É também ativista do grupo de Mulheres Negras Dandara no Cerrado e assessora da Fundação de Amparo a Pesquisa do Estado de Goiás. Atua na área de ensino de química, com foco em ações afirmativas sobre a questão racial.